# 特殊急襲部隊
特殊急襲部隊（とくしゅきゅうしゅうぶたい、英語: Special Assault Team、略称：SAT）は、日本の警察の警備部に編成されている特殊部隊で、対テロ作戦を担当しており、ハイジャックや重要施設占拠などの重大テロ事件、組織的な犯行や強力な武器が使用されている事件において、被害者などの安全を確保しつつ事態を鎮圧し、被疑者を検挙することをその主たる任務としている。また、刑事部の特殊事件捜査係だけでは対処できない凶悪事件にも出動する。 
なお、特殊急襲部隊という名称は「Special Assault Team」を日本語に直訳したもので、正式な部隊名ではない。日本警察においてSATの正式な部隊名は「特殊部隊」であり、さらに所属する都道府県警察名を付けるため、警視庁特殊部隊、千葉県警察特殊部隊などと表記されている。 

## 来歴

### 特殊部隊の誕生
1972年9月5日に西ドイツでミュンヘンオリンピック事件が発生し、犯行グループによりイスラエル選手11人が殺害された。翌日の9月6日、警察庁は全国の都道府県警察に対して通達を出し、「銃器等使用の重大突発事案」が発生した際、これを制圧できるよう特殊部隊の編成を行う事とした。 
これに基づき、全国の機動隊に特殊部隊が設置された。これらの部隊は銃器使用事件をはじめ、ハイジャック事件など高度な逮捕制圧技術を要する事案に備えるため、耐弾・耐爆性能を有する装備資器材を有していた。警視庁機動隊では第一〜九機動隊および特科車両隊に特殊部隊を設置していたが、ふだんはレスキュー隊員や一般の警備に出動しているメンバーで、訓練といっても年に数回行なっているにすぎなかった。 

### 特科中隊と零中隊
1977年9月に発生したダッカ日航機ハイジャック事件において、日本政府は、一度は機動隊員23人の派遣を検討したものの、バングラデシュ当局に拒絶されて、結局は犯人側の要求を全面的に受け入れるかたちでの決着となった。これに対し、翌月に発生したルフトハンザ航空181便ハイジャック事件では、西ドイツ政府は犯人側の要求を受け容れることなく、ミュンヘンオリンピック事件を教訓に創設した特殊部隊GSG-9の突入作戦によって犯人を制圧、人質を解放した。 
ダッカ事件の後、警察は従来の「特殊部隊」による、より実戦的な訓練に着手したものの、2つのハイジャック事件が異なる結末を迎えたことを契機として、政府関係者や警察上層部のあいだで、より本格的な対テロ作戦部隊の保有論が強まった。警察庁は警視庁と大阪府警察に対テロ作戦部隊の編成を下命し、警視庁では1977年10月20日から隊員の面接を開始した。そして同年11月1日、警視庁第六機動隊 特科中隊および大阪府警察第二機動隊 零中隊として、対テロ作戦部隊が発足した。
部隊創設当時、警視庁機動隊の各隊はそれぞれ6個中隊（基幹中隊4個＋特別機動隊2個）編成であったことから、この特科中隊は他の機動隊にはない7個目の中隊として、「六機七中」と通称された。また1982年夏頃、警視総監により、警視庁特科中隊の名称がSAP（Special Armed Police）として認定され、「S」をあしらった紫色の部隊旗が授与された。しかし部隊自体は極秘の扱いであり、第六機動隊の隊員名簿からも名前を消される措置を受けていた。

### SATへの改編・増強
1995年の全日空857便ハイジャック事件での出動に際して、SAPの存在が初めて公表された。翌年の1996年4月1日には警察庁の通達により、従来の警視庁・大阪府警察に加えて北海道警察、千葉県警察、神奈川県警察、愛知県警察、福岡県警察にも特殊部隊を設置し、呼称をSAT（Special Assault Team）とすることが決定した。同年5月8日には、特殊部隊の存在が公式に発表されるとともに、警察庁において隊旗授与式が行われ、國松孝次警察庁長官から隊旗が授与された。 
2000年に警視庁SATは、所属が第六機動隊から警備部警備第一課に移され、2001年に大阪府警察SATは、所属が第二機動隊から警備部警備課に移された。これにより、警視庁と大阪府警察のSATは、組織編成上、機動隊から独立した組織となった。また2005年9月6日には沖縄県警察にもSATが編成され、各地の部隊も増員された。

## 編制

### 所掌
警察庁は特殊部隊（SAT）のほか、銃器対策部隊、NBCテロ対応専門部隊等、爆発物対応専門部隊等をテロ対処部隊と位置付けており、SATの任務として「ハイジャック、重要施設占拠事案などの重大テロ事件、銃器等の武器を使用した事件等に出動し、被害者や関係者の安全を確保しつつ、被疑者を制圧・検挙する」としている。
しかし実際には、特にハイジャックの場合、刑事部で人質救出作戦も担当する特殊犯捜査係（SIT）などとの境界線が問題になる。政治的な背景をもった事件は警備部（SAT）、そうでない事件は刑事部（SIT）とされたこともあったものの、実際にはその区別がはっきりせず、結局はそのたびに警察本部長の裁定を受けることになっている。概して、戦技・体力ではSAT、捜査力ではSITが優れていると評される。また武器の使用へのスタンスにも差異があり、SITでは犯人の逮捕を重視して、犯人射殺への抵抗が強いのに対し、SATでは、頭部を照準しての短連射で確実に制圧することを重視している。SATでは、自らを上回る装備を有するテロリストに対しても奇襲性などを活用して重装備を使わせないようにしつつ制圧するといった訓練を行っており、元隊員である伊藤鋼一は、ロケット弾による射撃を回避しつつヘリコプター上から自動小銃で制圧射撃を行うといった実戦的な状況を例示している。

### 組織
上記の経緯により、現在では、警視庁、大阪府警察、北海道警察、千葉県警察、神奈川県警察、愛知県警察、福岡県警察、沖縄県警察の8つの都道府県警察本部にSATが設置されている。いずれも警備部に所属しており、基本的には機動隊に設置されているが、警視庁では警備部警備第一課、大阪府警では警備部警備課の附置機関とされており、機動隊から独立している。また運用に関しては警察庁の警備局警備運用部警備第三課の指導下にある。
警視庁の特科中隊の創設時の体制は警視1人、警部2人、警部補6人、巡査部長12人、巡査30人の計51人体制であり、大阪府警察の零中隊は約半数の規模であったとされている。特科中隊では、当初は小隊編成であったが、後に専門任務別のチーム制に移行した。 
SATとして改編された後は、警視庁に3個班、大阪府警察に2個班、他の道県警察に各1個班の計11個班が編成され、部隊の総員は300人とされている。警視庁では警備第一課長、道府県警察本部では警備課長など警視を指揮官として、指揮班、制圧班、狙撃支援班、技術支援班という班編成となっており、各班長は警部・警部補が務めているといわれている。また1個班にはおよそ20人の隊員がいるとされる。2012年に公開された訓練では、警視庁SATにおいて化学防護担当の隊員が確認された。また、警備犬担当の隊員も確認された。 さらに2016年に公開された訓練では、警視庁SATにおいてメディック担当の隊員が確認された。

### 人員
元関係者の証言によれば、警視庁SATは、機動隊の新隊員訓練にあわせて、おおむね6か月ごとに試験入隊者を募り、2～4人程度の新隊員を採用していたとされる。また警視庁の特科中隊が創設された際には、機動隊員の中から、武道や運動能力に秀でた者や射撃選手、銃器対策部隊隊員、爆発物処理隊員、レスキュー隊員、レンジャー隊員に指定されているものを対象として入隊希望者を募っていた。SAT発足当初も、隊員はレンジャー有資格者を中心に選抜されたといわれている。
機密保持は極めて厳しく、警視庁SATの前身であるSAP当時は、警視庁のコンピュータ個人ファイルや第六機動隊の隊員名簿からも名前を消される措置を受けており、人事記録簿には自筆で「第六機動隊特務係」と記載していた。入隊すると隊員は、「部隊で見たり聞いたりしたことを他人に話せば、時には法で罰せられる。家族に対しても同様である」という訓示を受け、機密保持を徹底させられると言われている。また1987年に、後藤田正晴内閣官房長官が警視庁SAPを視察した際に「何が辛いか」と尋ねたところ、当時の寺沢隊長は「覆面部隊なので、父親が何をしているか家族にも言えず、同僚や奥さん同士の交際も避けなければならず、日常が辛い」と述べたといわれている。 
在隊期間はおおむね5年とされる。ただし昇任して警察署などに転勤したのち、幹部の欠員補充のため、再びSATに戻る例もある。転勤先としては、警護課・警衛課など警備部内のことが多いが、上記の刑事部のSITに配属される場合もある。これは、刑事部が、SAT隊員の射撃技術などを即戦力として期待した結果としてはじまった措置であった。例として1995年9月には、オウム事件の捜査を教訓として、警視庁SAPの経験者7人が警備部からSITに配属された。階級別内訳は警部補1人、巡査部長2人、巡査4人であった。 
なお過去には隊員に関する不祥事案が1件発生している。2010年1月に28歳の警視庁SAT隊員が、東京都国立市内のコンビエンスストアで万引きをしたことにより、現行犯逮捕された。後にこの隊員は警視庁を依願退職した。 

## 装備

### けん銃
警視庁SAPでは、S&W M36およびH&K P9Sを使用していたといわれている。また、1979年に発生した三菱銀行人質事件において零中隊が使用したけん銃は、S&W社製の.45口径けん銃だったとされている。 
SAT発足後の公開訓練において、下記のけん銃の使用が確認されている。これらの自動拳銃は、回転式拳銃や小口径の自動拳銃とは区別され、部内では特殊けん銃と通称されているといわれている。 
- H&K USP[37][38][注 6]
- SIG SAUER P226[37][注 7]
- グロック19[38][注 8]

### 特殊銃
警察官等特殊銃使用及び取扱い規範では、警察官が所持する銃のうち、警察法第六十八条の規定により貸与されるもの（けん銃）以外のものを「特殊銃」と規定している。 
機関けん銃（短機関銃）については、SATの前身である警視庁SAPでは、創設の際に西ドイツのGSG-9から装備、訓練、ノウハウなどの全面協力を受けたことから、1980年代初頭の時点でMP5A5、MP5KおよびMP5SD6が配備されていたとされる。 
1996年にSATが発足して以降、2007年からSATの訓練が報道機関に公開されるようになり、SAT隊員が使用するMP5についても、仕様や付属品が判明した。例として、2015年に警視庁と神奈川県警のSATが合同訓練を公開した際、SAT隊員はMP5Fを使用し、付属品としてEO-Tech社製のXPSホロサイト、フォアグリップ、シュアファイヤ社製の628LMフラッシュライト等を装着していた。
狙撃銃については、警視庁SAP当時、豊和ゴールデンベアや64式7.62mm小銃に照準器を取り付け、狙撃用仕様にしたものを使用していたとされる。 SAT発足後に公開された訓練では、豊和M1500を使用している。 その他の狙撃銃としては、SAT専用に改修されたH&K PSG1や、アキュラシー・インターナショナル社製L96A1を配備しているといわれている。 
自動小銃については、2004年に政府が有識者を集めて開催した「安全保障と防衛力に関する懇談会」の第9回懇談会において、警察庁が作成・配布した資料に、SATの装備品として89式5.56mm小銃が掲載された。その他の自動小銃としては、H&K HK53を配備しているといわれている。

### その他の個人装備品
警視庁SATの前身であるSAPでは特殊閃光弾が導入されており、特殊閃光弾はDRCと呼称されていた。 
また先述のように警視庁SAPは創設当時、多くの装備をGSG-9に準拠したとされている。例として、1987年に後藤田正晴内閣官房長官が警視庁SAPの訓練を視察した際、SAPの隊員は耳の部分に余裕を持たせた形状のヘルメットに、強化プラスチック製の防弾バイザーを装着していたが、同バイザーは、厚さにもかかわらず視野の歪みがない、西ドイツの特許製品であった。 
1980年代当時の装備として、SAPの隊員は防弾シールドが付き、無反射塗装がされたチタン製ヘルメットを使用し、被服については灰色の特殊部隊用活動服（アサルトスーツ）が貸与され、同スーツの下にはチタン合金とケプラー繊維製の防弾ベストを着込んでいたとされている。
2007年にオーストラリアのクイーンズランド州において訓練を実施した際には、SAT隊員が迷彩服を使用していた。またSATは積雪や吹雪といった環境下での活動も想定していることから、これまでに公開されていないが、冬季迷彩服なども装備しているとされている。
2007年に発生した長久手発砲立てこもり事件では、SAT隊員が銃撃を受けて防弾ベストの隙間から被弾したことにより、死亡した。そのため、当時の国家公安委員会委員長溝手顕正は、同年5月18日の記者会見で「装備の検証が必要」との見方を示し、これを受けて警察庁は装備を再検証する方針であると発表した。国家公安委員会委員長の記者会見後に公開された訓練では、SAT隊員の上腕部に防弾装備が追加されており、防護範囲は拡大した。 
2012年に東京都新宿区において訓練を実施した際には、SAT隊員が化学防護服や除染用機材を使用していた。 

### 部隊活動用装備
部隊活動時の偵察用機材として、暗視装置、ジャイロ機構付双眼鏡、集音器、コンクリートマイク、電磁波人命探査装置、レーザー距離測定器なども用いられる。 
また部隊活動時の突入用機材として、バッティングラム、プラスチック爆弾なども用いられる。
装甲車としては、標準的な特型警備車のほかに、SAT専用の銃器対策警備車も配備されているほか、車列警護用として銃眼を備えたワゴン車もある。元隊員である伊藤鋼一は、要人が移動する際の車列の前後に警護のSAT隊員が乗車した車両が配置される状況を例示している。またこの他の車輌として、人員輸送車やトラックのほか、警視庁SAPでは、マイクロバスを改造した専用の指揮車両を保有していたといわれている。 
またSATの保有機材ではないが、テロ対策機を中心として、警察航空隊のヘリコプターによる展開も行われる。 
なおシージャック対策訓練では、スクーバ器材を着用した状態で、MP5A5やけん銃を携行し、水中からの犯人へ接近する映像が公開された。 

## 他組織との連携

### 警察内での連携
2000年代後半からSATは、銃器使用の立てこもり事件において特殊犯捜査係（SIT）の支援を行っており、2007年4月には町田市立てこもり事件に警視庁SATが出動した。 
さらに同年5月に発生した長久手発砲立てこもり事件では、愛知県警察のSITとともにSATが出動したが、事件を統括指揮していた刑事部捜査第一課との連携や情報共有の不足から、隊員1人が犯人の放った銃弾により死亡した。警察庁は、この事件を教訓としてSATを支援する特殊部隊支援班（SAT Support Staff、通称スリーエス）を創設した。これは、都道府県警察刑事部との連携や警察本部長の補佐、警察庁警備局との連絡調整を担当するとされる。

### 自衛隊との連携
1996年の江陵浸透事件、1999年の能登半島沖不審船事件などの北朝鮮工作員関連事案を通じて、武装工作員事案の脅威が認識されるようになったことを受けて、SATでは武装工作員事案への対処を想定した訓練も実施している。元関係者の証言によれば、警視庁SATの前身であるSAP当時から、東京都内の山中でゲリラ掃討訓練を実施していたとされる。2000年2月に国家公安委員会と防衛庁（当時）とで「治安出動の際における治安の維持に関する協定」が締結されたのに続いて、2001年2月には警察庁および防衛庁とで細部協定が締結され、2002年4月までに、各都道府県警察と陸上自衛隊の各師旅団とで現地協定が締結された。 
そして共同図上訓練を経て、2004年9月に警察庁と防衛庁とで「治安出動の際における武装工作員等共同対処指針」が策定されたのを受けて、2005年3月には各都道府県警察と陸上自衛隊の各師旅団とで「治安出動の際における武装工作員等事案への共同対処マニュアル」が作成された。これに基づく共同訓練の第一弾として、同年10月に北海道警察と陸上自衛隊北部方面隊とが行った共同実動訓練では、道警のSATも出動し、陸上自衛隊のレンジャー隊員とSAT隊員がスタック体制を組む姿も公開された。

### 他国との交流
特科中隊・零中隊の発足の際には、装備・訓練・ノウハウなど、西ドイツ国境警備隊のGSG-9の全面協力を受けており、8人の警察官が派独された。またイギリス陸軍のSASへの派遣も行われたほか、1980年代から90年代にはフランスのGIGNにも研修に行っていたことが判明しており、GIGN本部庁舎内にはSATと交換した盾が飾られている。
オーストラリアのパースに所在する大規模な市街戦・屋内戦用の訓練施設（通称キリングヴィレッジ）で訓練を行ったと言われており、2000年代初頭からはオーストラリアのクイーンズランド州において訓練を実施している。またオーストリアのコブラ、イタリアのNOCSとも交流があり、合同訓練を実施している。
これらの交流の結果、日本国外の治安機関の特殊部隊と比較しても劣らない能力を獲得しているとして、2001年の第153回国会の衆議院内閣委員会では「国外での競技会で一位をとるほどの実力」との答弁がなされている。

## 訓練

### 日本における訓練
日本国内には、下記のようにSATの訓練施設が設置されており、訓練が行われている。訓練は危険を伴い、過去においては隊員が重傷を負う事故も発生している。2006年には大阪府警察SATの隊員が射撃訓練中、首からさげた自動小銃を構える際に引き金に指がかかり、実弾1発を暴発させ、自身の左足ふくらはぎを貫通し、全治約1か月の重傷を負った。 
部隊の具体的な訓練内容については、創設以来、非公開とされていたが、2002年のサッカーワールドカップ開催を前にして、警察庁は同年5月10日に警視庁SATの訓練映像を公開した。映像ではヘリコプターからの降下訓練、航空機やバスへの突入訓練、狙撃や潜水器具を使用したプールでの訓練などが公開された。 
2007年6月5日に警察庁は、東京都内の警視庁の専用施設に全国警察本部の本部長を集め、警視庁SATとSITの合同訓練を実施した。この合同訓練は、長久手発砲立てこもり事件において愛知県警察SATとSITの連携が課題となった事を受けて行われたもので、全国の警察本部長にSATとSITの技能や効果的な運用方法に関する理解を深めさせ、実践的な訓練や事件対応に生かすことが目的であった。訓練内容は人質立てこもり事件において犯人が警察官に向かって銃撃し、建物から出て来るとの想定に基づき、SATとSITは閃光弾やけん銃を使った突入や狙撃銃での狙撃など、役割を分担して訓練を実施した。

### 訓練施設
SATの訓練施設には室内射撃場、登はん訓練施設、屋内スキューバ・ダイビング施設、ヘリコプター施設が設置されているとされる。SATの所在する都道府県で射撃場を有する機動隊の訓練施設は以下のとおりである。SATの装備品や訓練施設は都道府県警察予算ではなく、国家予算で整備されている。そのため、通常の機動隊に比べて装備や訓練施設は充実している。
警視庁術科センター東京都江東区に所在。術科（射撃、柔道、剣道、逮捕術）の総合訓練施設。総延べ面積は約2万3700平方メートルであり、2010年から全面的な改修工事が行われている。この改修には10年間を要し、改修費用は50億3000万円である。
元SAP隊員である伊藤鋼一の著書によれば、1980年代当時、同センターの奥には、厳重な管理体制で護られたSAP専用の射撃訓練場が設置されていた。
2007年には警視庁術科センターと「夢の島総合警備訓練場」において、警視庁SATの訓練が報道機関に公開されている。
警視庁機動隊総合訓練所
東京都立川市に所在。射撃場を有しており、2010年に射撃場の改修に関する工事が行われている。
大阪府警察総合訓練センター
大阪府大東市に所在。射撃場、陸上競技場、車両訓練コース等を有する大阪府警察の総合訓練施設。1997年に完成。
同センターでは、2008年に大阪府警察のSAT隊員が射撃訓練中の事故で負傷している。
北海道警察総合訓練場
北海道千歳市に所在。主に機動隊が使用する訓練施設。
2006年に完成。鉄筋コンクリート構造4階建て、延べ面積は2849平方メートルである。また、2010年には訓練場敷地内で新棟の建設工事が行われた。この新棟は床面積約6000平方メートルで、射程の長いライフル射撃に対応可能な射撃場を有しており、既存棟とともに、重大テロや人質立てこもりなど各種災害警備、救出救助事件の訓練を行う施設である。
千葉県警察機動隊総合訓練施設（多古訓練場）
千葉県香取郡多古町に所在。
同訓練施設については、成田空港問題を扱うサイトに「300mの長さを持つライフルの射的訓練場を含む、ハイジャック対策訓練場」と記載されている。2019年には射撃標的装置の点検業務に関する入札が公示されている。
神奈川県警察機動隊総合訓練施設
神奈川県横浜市に所在。2018年に完成。鉄筋コンクリート構造（一部鉄骨構造）４階建て、延床面積は1848.72平方メートルである。
愛知県警察機動隊総合訓練場
愛知県小牧市に所在。2006年に完成。鉄筋コンクリート構造2階建て、延べ面積は2412平方メートルである。射撃場を有しており、2011年には射撃標的装置の点検業務に関する随意契約が行われている。
福岡県警察機動隊総合訓練場
福岡県福岡市に所在。2005年に完成。鉄筋コンクリート構造4階建て、延べ面積は3291平方メートルである。射撃場を有しており、2009年には射撃場の改修工事に関する競争入札が行われている。
専用の訓練施設以外では、陸上自衛隊の駐屯地で小銃を使用した狙撃訓練や、ヘリコプター降下の訓練を実施したとされている。また積雪や吹雪といった環境下での活動を想定して、雪山でのテロに対処するための訓練も実施されている。

### 報道機関に公開された訓練
愛知立てこもり事件の発生以来、SATは報道機関に訓練を公開するようになり、2007年には警視庁SATが初めて訓練を公開し、2010年には神奈川県警察SATと愛知県警察SATが訓練を公開した。さらに2013年には千葉県警察SATが訓練を公開した。なお、2007年以降の公開訓練でSAT隊員が着用した防弾ベストは、上腕部を保護するプレートが追加されており、防護範囲が拡大されている。
2007年7月5日には東京都内の訓練施設において、警視庁SATの訓練が初めて報道陣に公開された。この訓練は同年7月に北海道洞爺湖町で開催された第34回主要国首脳会議に備えたもので、屋内突入による犯人制圧と人質救出訓練や、ヘリコプターからの降下、狙撃訓練などが行われた。
2010年9月6日に神奈川県横浜市内の県警第一機動隊訓練場において神奈川県警察、警視庁、関東管区警察局の合同警備訓練が行われた。この訓練は同年11月に神奈川県横浜市で開催されたAPEC首脳会議に備えたもので、関係者が乗ったバスがハイジャックされたとの想定に基づき、神奈川県警察SATの狙撃班がヘリコプターからビル屋上に降下して狙撃配置に付き、突入班が閃光弾を使用してバスに突入し犯人を制圧、人質を救出した。 
また、2010年11月26日には石川県志賀原子力発電所において、外国人工作員の襲撃を想定した警備訓練が報道機関に公開され、石川県警察銃器対策部隊と愛知県警察SATが参加した。この訓練を視察した安藤隆春警察庁長官は「朝鮮半島の緊張が高まる中、警察としては、全国の重要施設の警備に張り詰めた意識を持って当たりたい」と発言した。 
2013年5月11日に東京電力福島第二原子力発電所において、警察と海上保安庁の合同テロ対策訓練が行われた。この訓練はテロリストが復旧作業中の福島第一原子力発電所を襲撃したとの想定で行われ、千葉県警察SATと福島県警察銃器対策部隊、海上保安庁特殊警備隊（SST）などが参加した。この訓練では千葉県警察のSATが初めて報道機関に公開されており、訓練に参加した隊員は放射線による汚染環境下を想定し、放射線防護服を着用してテロリストの制圧を行った。
2015年12月22日に警察庁は東京都内の訓練施設において、警視庁SATと神奈川県警察SATの合同訓練を報道機関に公開し、河野太郎国家公安委員長が視察した。この訓練は2016年5月に開催される第42回先進国首脳会議を控え行われたもので、実弾を使用した射撃訓練や突入制圧訓練、人質救出を想定した狙撃訓練などが行われた。SAT同士の合同訓練の公開は創設以来初となる。 
2016年3月28日に東京都江東区において、警視庁SATが突入訓練を報道機関に公開した。この訓練はJR東京駅構内で自爆テロが起きた後、逃走したテロリストが倉庫内に立てこもったとの想定で行われたもので、JR東日本など関連企業を含め、約360人が参加した。 
2017年5月16日に愛知県小牧市の警察施設において、愛知県警察SATがテロリストの制圧訓練を報道機関に公開した。この訓練は、テロリストが市街地で歩行者の列に車で突っ込み、銃を乱射したとの想定で行われ、愛知県警察SATの隊員らが車で逃走するテロリストを追い詰め、閃光弾などを用いて制圧した。訓練を視察した坂口正芳警察庁長官は「あらゆる事態に適切に対応できるよう常に新しい手法を開発し、訓練により練度を高めるなど、テロ対策に万全を期して参りたい」と発言した。 
2018年2月16日に東京都内の高速道路上において、警視庁SATがテロ対処訓練を報道機関に公開した。この訓練は、2020年に開催される東京オリンピック・パラリンピックの中止を企てるテロリストがタクシーを乗っ取り、競技会場に向かう選手団や各国の要人を乗せたバスを襲撃して、人質を取ったとの想定で行われた。警視庁SATはバスに突入し、テロリスト役を制圧、人質役を救出した。 
2019年5月9日に大阪府大東市の警察施設において、大阪府警察SATがテロリストの制圧訓練を報道機関に公開した。この訓練は、6月28日に開催される第14回20か国・地域首脳会合の中止を企てるテロリストが銃を乱射して、市街地のビルに立て籠もったとの想定で行われた。大阪府警察SATの隊員らがビルの屋上からローブで降下し、閃光弾などを用いて制圧した。
2021年6月22日に東京都江東区において、警視庁SATがテロ対処訓練を報道機関に公開した。この訓練は、7月に開催される東京オリンピック・パラリンピックの中止を企てるテロリストがバスを乗っ取り、人質を取ったとの想定で行われた。警視庁SATはバスに突入し、テロリスト役を制圧、人質役を救出した。

## 活動史
1979年
1月26日
三菱銀行人質事件が発生。零中隊が出動。銀行内に突入し、近距離からけん銃で犯人を射撃することより、人質を救出した。犯人は病院に搬送後、死亡が確認された。突入の際、零中隊の隊員は部隊の存在を秘匿するため、アサルトスーツ（突入服）の代わりにトレーニングウェアを着用しており、犯人への射撃には、S&W社製45口径けん銃を使用した。事件後の記者会見では、零中隊指揮官であった警部も、「第二機動隊ハイジャック対策部隊」の肩書で同席していた。
1987年
後藤田正晴内閣官房長官と佐々淳行内閣安全保障室長が、陸上自衛隊習志野演習場においてSAPの訓練を視察。この視察は報道関係者を一切伴わず、非公式に行われた。

1990年
8月
湾岸戦争が発生。SAPが邦人救出用の民間航空機に同乗してサウジアラビアに派遣され、邦人退避警護を行った。
1995年
3月22日
一連の凶悪事件を発生させたオウム真理教の本部（山梨県上九一色村）への強制捜査にSAPが出動。
6月21日
函館空港で全日空機ハイジャック事件が発生。SAPが羽田空港から航空自衛隊のC-1輸送機で緊急派遣され、翌22日に北海道警察の機動隊員、捜査員らの機内突入と犯人逮捕を支援した。これが、SAPの存在が認められた最初の事件となった。なおSAPが羽田空港で輸送機に機材を搭載し、離陸した様子は、TBSの報道班が収録、放送したVTRによって確認されている。また、この輸送機は航空自衛隊の八雲飛行場に着陸し、SAPはこの飛行場から函館空港に向かったといわれている。
9月
オウム事件捜査の教訓により、SAPの経験者7人が警備部から刑事部捜査第一課特殊犯捜査係（SIT）に配属される。この人事異動の目的は、SAPの突入技術をSITに取り入れることであった。
1996年
4月1日
警察庁から都道府県警察に通達「特殊部隊の再編強化について」と「銃器対策部隊の編成について」が出される。
5月8日
既存の各特殊部隊が公式部隊として強化、再編成され「Special Assault Team」通称SATという部隊名を定め、警察庁において隊旗授与式が行われた。授与式では國松孝次警察庁長官が各隊の隊長に隊旗を授与した。SATは総員200人体制で警視庁、大阪府警察、北海道警察、千葉県警察、神奈川県警察、愛知県警察、福岡県警察に編成された。また公式部隊化と再編成に伴い正規の予算計上が可能となったため、装備は最新のものに更新された。
12月17日
在ペルー日本大使公邸占拠事件が発生。警視庁SATが原寸大の模擬日本大使館を造り、人質救出訓練を繰り返す。神奈川県警察SATも隊員をドイツに派遣、GSG-9から訓練を受ける。
2000年
5月3日
西鉄バスジャック事件が発生。福岡県警察、大阪府警察のSATが出動。広島県警察機動隊に指導を行い、突入を支援した。この事件では、初めて閃光弾を使用することにより犯人を逮捕した。また同年、警視庁SATの所属が第六機動隊から警備部警備第一課に移され、機動隊から独立した組織となった。
2001年
大阪府警察SATの所属が第二機動隊から警備部警備課に移され、機動隊から独立した組織となった。
2002年
5月10日
警察庁が警視庁SATの訓練映像を公開。
2003年
9月16日
名古屋立てこもり放火事件が発生。現場を支援するため、警察庁は愛知県警察SATに待機命令を出した。
2005年
9月6日
沖縄県警察にSATが新設され、沖縄県警察学校において隊旗授与式が行われた。授与式には漆間巌警察庁長官、沖縄県警察SAT隊長と隊員約20人が参加した。なお隊員はマスク（目出し帽）で顔を隠し、ヘルメットの防弾バイザーを下ろした状態であった。また同年、他の部隊も増員しSATは総員250人体制となった。
10月20日
北海道において北海道警察と陸上自衛隊が合同訓練を実施。北海道警察SATと見られる部隊が訓練に参加した。なお北海道警察では、SATが訓練に参加したとの公表はしていない。
2006年
SATをさらに増員。総員300人体制となった。
2007年
4月20日
町田市立てこもり事件が発生。警視庁SATが出動し、特殊犯捜査係（SIT）の突入を支援した。
5月17日
長久手発砲立てこもり事件が発生。愛知県警察SATが出動。犯人の銃撃で重傷を負った警察官を愛知県警察SITが救出した際、犯人が再び拳銃を発砲。この発砲により、SITの後方支援を担当していたSAT隊員（当時23歳）が被弾し、病院搬送後に死亡した。SAT隊員が出動現場で殉職したのは、この事件が初めてである。
6月5日
警察庁は、長久手発砲立てこもり事件において愛知県警察SATとSITの連携が課題となった事を受け、全国警察本部の本部長を集め、東京都内の専用施設において警視庁SATとSITの合同訓練を実施した。また6月に警察庁は、SATの活動を支援する特殊部隊支援班（通称スリーエス）を創設した。特殊部隊支援班は、都道府県警察刑事部との連携や警察本部長の補佐、警察庁との連絡調整を担当する組織である。
7月5日
東京都内の訓練施設において、警視庁SATの訓練が報道機関に初めて公開された。
8月16日
大阪府警察SATとみられる部隊が、同年開催の世界陸上大阪大会に向けた総合警備訓練に参加。なお大阪府警察はSATの訓練参加を公表しておらず、参加部隊は銃器対策部隊と発表した。
12月14日
ルネサンス佐世保散弾銃乱射事件が発生。福岡県警察SATが出動。長崎県警察銃器対策部隊と合同で犯人の捜索に当たり、自殺した犯人の遺体を発見した。
2010年
 9月6日
神奈川県横浜市内の県警第一機動隊訓練場において、神奈川県警察SATが同年11月開催のAPEC首脳会談に向けた合同警備訓練に参加した。
11月26日
石川県志賀原子力発電所において、外国人工作員の襲撃を想定した警備訓練が報道機関に公開され、石川県警察銃器対策部隊と愛知県警察SATが参加した。
2012年
11月22日
愛知県豊川市の豊川信用金庫蔵子支店において、人質立てこもり事件が発生。愛知県警察SATがSITと共に出動。この事件は発生から約13時間後にSITが突入し、サバイバルナイフを持って立てこもっていた犯人を逮捕、人質4人を救出した。
2013年
5月11日
福島県の東京電力福島第二原子力発電所において、武装工作員の襲撃を想定した訓練が報道機関に公開され、福島県警察銃器対策部隊と千葉県警察SAT、海上保安庁特殊警備隊などが参加した。
2015年
3月
宮城県仙台市で開催された国連世界防災会議の警備にSATが出動。
12月22日
警察庁は東京都内の訓練施設において、警視庁SATと神奈川県警察SATの合同訓練を公開した。訓練は2016年5月開催の第42回先進国首脳会議を控え行われたもので、SAT同士の合同訓練の公開は創設以来初である。
2016年
3月28日
東京都江東区において、警視庁SATが突入訓練を報道機関に公開した。
2017年
5月16日
愛知県小牧市の警察施設において、愛知県警察SATがテロリストの制圧訓練を報道機関に公開した。
11月8日
福岡県北九州市のマンションにおいて、男が室内犬を猟銃で射殺し立てこもる事件が発生。福岡県警察SATが福岡県警察銃器対策部隊と福岡県警察SITと共に出動。
2018年
2月16日
東京都江東区の首都高速道路上において、警視庁SATがテロリストの制圧訓練を報道機関に公開した。訓練施設以外での公開は初となる。
2019年
5月9日
大阪府大東市の警察施設において、大阪府警察SATがテロリストの制圧訓練を報道機関に公開した。
2021年
6月22日
東京都江東区において、警視庁SATがテロリストの制圧訓練を報道機関に公開した。
2023年
5月25日
長野県で中野市4人殺害事件が発生。神奈川県警察SATが警視庁SITと共に出動。

## 登場作品
映画・テレビドラマ
- 『20世紀少年 第1章 終わりの始まり』
- 『相棒』 - シーズン9第1話と第2話では元SATの隊長が、重要な登場人物として登場する。
- 『アンフェア the movie』
- 『踊る大捜査線 歳末特別警戒スペシャル』
- 『踊る大捜査線 THE MOVIE 2 レインボーブリッジを封鎖せよ!』
- 『外事警察』
- 『寄生獣 (映画)』
- 『マジすか学園5』

アニメ・漫画
- 『S -最後の警官-』
- 『亜人』
- 『オメガ7』
- 『怪盗ジョーカー』 - 登場人物の一人、交通課巡査の白井モモが元SAT隊員。
- 『学園黙示録 HIGHSCHOOL OF THE DEAD』
- 『こちら葛飾区亀有公園前派出所』
- 『魔法少女特殊戦あすか』 - 「警察内での連携」の節で述べた特殊部隊支援班（SAT Support Staff、通称スリーエス）も登場。
- 『名探偵コナン』
- 『闇のイージス』 - 主人公は元SAT隊員である。

小説・ライトノベル
- 『Op.ローズダスト』
- 『アフリカン・ゲーム・カートリッジズ』 - 深見真の小説。
- 『海の底』
- 『感染捜査』 - 吉川英梨の小説。
- 『官邸襲撃』 - 高嶋哲夫の小説。
- 『ゲート 自衛隊 彼の地にて、斯く戦えり』
- 『ゴルゴタ』 - 深見真の小説。
- 『外事警察』
- 『ジウ』
- 『精鋭 (小説)』
- 『ゼロの迎撃』 - 安生正の小説。
- 『宣戦布告 (小説)』
- 『日本国召喚』
- 『バニラ A sweet partner』
- 『六機の特殊 〜警視庁特殊部隊〜』 - 黒崎視音の小説。
  - 『蒼白の仮面 〜六機の特殊II〜』

ゲーム
- 『レインボーシックス シージ』 - 愛知県警察SATの隊員が、攻撃側オペレーター「ヒバナ」、防衛側オペレーター「エコー」として2人登場する[注 13]。